# Vlag van Het Lange Rond

Vlag van Het Lange Rond
(1960-2002)

De vlag van Het Lange Rond is in 1960 vastgesteld als de vlag van het waterschap Het Lange Rond. De vlag kan als volgt worden beschreven:
Twee horizontale banen van groen en blauw, met een witte van de broeking uitgaande driehoek die tot het midden van de vlag reikt, beladen met een embleem: een kleine letter omega van groen, aan de onderkant begrensd door een paraboolachtige lijn; het rechterbeen is lager dan beide andere benen; tussen deze benen vormen zich trapeziums, beide blauw tot net onder de bovenkant van de benen, waarbij het rechterbeen lager is geplaatst dan het linkerbeen.
Op de broeking was het logo van het waterschap afgebeeld. Groen en blauw staan voor land en water. Het ontwerp van de vlag is van het waterschap zelf.
Vanaf 2002 is de vlag niet langer als de vlag van deze waterschap in gebruik omdat het waterschap Het Lange Rond in het nieuwe Hoogheemraadschap Hollands Noorderkwartier op is gegaan.

## Verwante afbeeldingen

Wapen van Het Lange Rond

Aa en Maas · Amstel, Gooi en Vecht · Brabantse Delta · Delfland · De Dommel · Drents Overijsselse Delta · Fryslân · Hollands Noorderkwartier · Hollandse Delta · Hunze en Aa's · Limburg · Noorderzijlvest · Rijn en IJssel · Rijnland · Rivierenland · Scheldestromen · Schieland en de Krimpenerwaard · De Stichtse Rijnlanden · Vallei en Veluwe · Vechtstromen · Zuiderzeeland
Voormalige waterschappen: 
De Aa · De Aarlanden · Alblasserwaard en de Vijfheerenlanden · De Alm · Amelander Grieën · Amstel- en Gooiland · Amstelland · Boarn en Klif · De Bovenvecht · Drentse Aa · Duurswold · Eemszijlvest · Goeree-Overflakkee · Gouwelanden · Groot Maas en Waal · Groot-Haarlemmermeer · Groot-Waterschap van Woerden · Groote Waard · Haarlemmermeerpolder · Hulster Ambacht · IJsselmonde · Krimpenerwaard · Land van Heusden en Altena · Het Lange Rond · Lauwerswâlden · Leidse Rijn · Linge · De Maaskant · Het Maasterras · Mark en Dintel · Marne-Middelsee · Meer en Woude · De Middelsékrite · De Nederwaard · Noord-Beveland · Noord- en Zuid-Beveland · Noord-Limburg · Noord-Veluwe · Noordhollands Noorderkwartier · Noordoostpolder · Noordwoude · Oldambt · Oude IJssel · De Overwaard · De Proosdijlanden · Purmer · Regge en Dinkel · De Runde · Salland · Schermer · Schieland · De Schipbeek · Schouwen-Duiveland · Sevenwolden · De Stellingwerven · Tholen · Tusken Waed en Ie · Uitwaterende Sluizen in Kennemerland en West-Friesland · De Vechtlanden · De Vier Noorder Koggen · Het Vrije van Sluis · De Waadkant · Walcheren · Waterland · De Waterlanden · Westergo's IJsselmeerdijken · Westerkwartier · Westfriesland · Wilck en Wiericke · Wilhelminapolder · Zuiveringschap Limburg